# 滇韭
滇韭（学名：Allium mairei）是葱科葱属的植物，为中国的特有植物。分布于中国大陆的四川、云南、西藏等地，生长于海拔1,200米至4,200米的地区，多生于草地、山坡、石缝或林下，目前已由人工引种栽培。